# Месягутовский кантон
Месягутовский кантон (баш. Мәсәғүт кантоны) — кантон в составе Башкирской АССР (1922—1930).
Административный центр — село Месягутово.  Площадь — 13004 км².

## Географическое положение

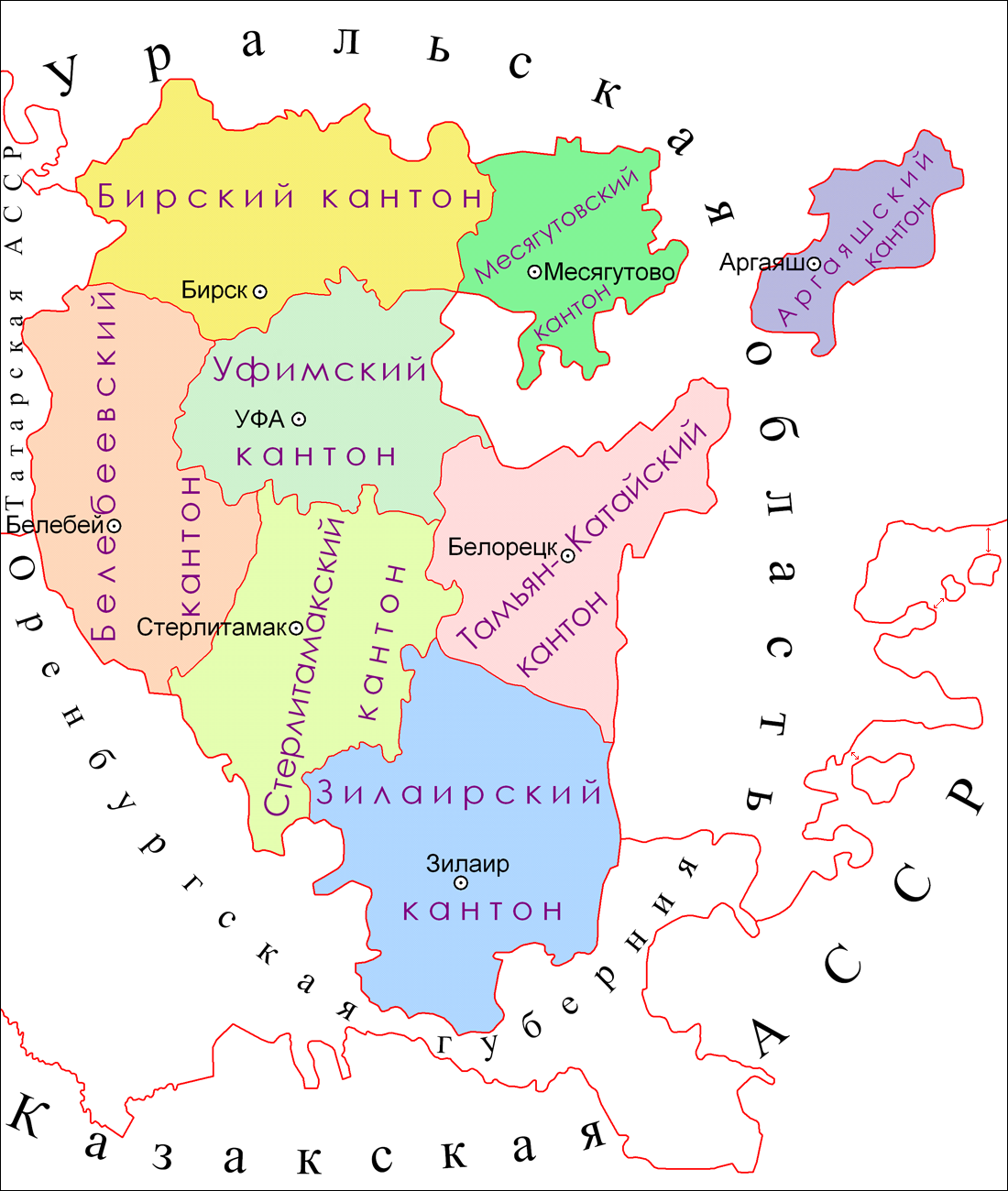

Месягутовский кантон был расположен в северо-восточной части Башкирской АССР. В конце 1922 года на севере кантон граничил с Пермской губернией, на северо-востоке — Екатеринбургской губернией, на юго-востоке и юге — Челябинской губернией, на юго-западе — Уфимским кантоном, на западе — Бирским кантоном. Кантон на западе граничил с Бирским кантоном республики, на севере, востоке и юге — с Уральской областью.

## История
Месягутовский кантон был образован 5 октября 1922 года из 20 волостей Дуван-Кущинского кантона, 12 волостей — Златоустовского уезда, 1 волости — Уфимского уезда.
24 января 1923 года согласно решению Президиума Башкирского Центрального Исполнительного Комитета было произведено новое волостное районирование, согласно которому Месягутовский кантон состоял из 9 волостей.
| # | Волость                     | Волостной центр     | Образуется из                                                                                          |
| - | --------------------------- | ------------------- | --- |
| 1 | 2-я Айлинская волость       | д. Петрушкино       | Айлинской волости                                                                                      |
| 2 | Больше-Окинская волость     | д. Большая Ока      | Больше-Кущинской, Больше-Окинской, Метелинской и Усть-Икинской волостей                                |
| 3 | Дуванская волость           | с. Дуван            | Дуванской, Улькундинской, Михайловской, Тастубинской и Ярославской волостей                            |
| 4 | Емашинская волость          | с. Емаши            | Емашинской, Ново-Муслюмовской, Яныбаевской, Тляшевской, Ногушинской и Шокуровской волостей             |
| 5 | Месягутовская волость       | с. Месягутово       | Месягутовской, Дуван-Мечетлинской, Нижне-Кигинской, Верхне-Кигинской, Сикиязской и Леузинской волостей |
| 6 | Мурзаларская волость        | д. Аркаул           | Мурзаларской волости                                                                                   |
| 7 | Насибашевская волость       | д. Насибаш          | Яхинской, Калмакуловской, Насибашевской и Ибраевской волостей                                          |
| 8 | Старо-Белокатайская волость | с. Старый Белокатай | Старо-Белокатайской, Беляновской и Утяшевской волостей                                                 |
| 9 | Ювинская волость            | д. Юва              | Ювинской и Азнагуловской волостей                                                                      |

Согласно декрету ВЦИК от 1 марта 1923 года об изменениях в составе границ Башкирской АССР, Азигуловская и Ювинская волости Месягутовского кантона были переданы в состав Красноуфимского уезда Екатеринбургской губернии, Шокуровская волость Месягутовского кантона — в Екатеринбургский уезд Екатеринбургской губернии. По тому же декрету Петропавловскую волость Златоустовского уезда Челябинской губернии был включён в состав Месягутовского кантона.
В связи с передачей территории ряда волостей в состав Уральской области, 31 января 1924 года Президиум Башкирского Центрального Исполнительного Комитета пересмотрел решение о волостном районировании Месягутовского кантона и в результате было утверждено деление кантона на 11 волостей:
| #  | Волость                    | Волостной центр     | Образуется из |
| -- | -------------------------- | ------------------- | --- |
| 1  | 2-я Айлинская волость      | д. Петрушкино       | 2-й Айлинской волости и деревни Шуранка Белянковской волости |
| 2  | Больше-Окинская волость    | с. Большая Ока      | Больше-Окинской и Усть-Икинской волостей; деревень Азакаево, Брядгажино и Мелекасово Больше-Кущинской волости; деревень Абдуллино, Алегазово и Кызылбаево Метелинской волости           |
| 3  | Верхне-Кигинская волость   | с. Верхние Киги     | Верхне-Кигинской, Нижне-Кигинской и Леузинской волостей; деревень Ново-Мухаметово, Ибраево, Ишменово, Кадырово, Старое Мухаметово и Юмаликулево Ибраевской волости                      |
| 4  | Дуванская волость          | с. Дуван            | Дуванской волости |
| 5  | Дуван-Мечетлинская волость | с. Дуван-Мечетлино  | деревень Мечетлинской, Больше-Кущинской и Яныбаевской волостей; деревень Абзаево, Масякова и Аллагузово Утяшевской волости.                                                             |
| 6  | Емашинская волость         | с. Емаши            | Емашинской, Ново-Муслюмовской, Ногушинской и Ростовской волостей |
| 7  | Месягутовская волость      | с. Месягутово       | Месягутовской и Сикиязовской волостей |
| 8  | Мурзаларская волость       | с. Аркаул           | Мурзаларской волости |
| 9  | Насибашевская волость      | д. Насибаш          | Насибашевской, Калмакуловской, Яхинской и Еланлинской волостей и деревень Ельгильдиной, Лагерова, Трыш, Тигазлик, Шарякова, Батыр, Брлык, Яупово, и деревни Бргаляны Ибраевской волости |
| 10 | Ново-Белокатайская волость | с. Старый Белокатай | Старо-Белокатайской, Беляновской, Ново-Петропавловской и Утяшевской волостей |
| 11 | Ярославская волость        | с. Ярославка        | Ярославской волости и части Метелинской волости |

16 февраля 1925 года согласно решению Президиума ВЦИК село Лаклы Саткинского района Златоустовского округа Уральской области был перечислен в состав Насибашевской волости Месягутовского кантона.
7 июня 1926 года согласно декрету ВЦИК об изменениях в очертаниях границ между Башкирской АССР и Уральской областью из Месягутовского кантона в состав Уральской области были переданы следующие населённые пункты: 1) Большая Тавра, Малая Тавра, Верхнее Рыбино, Нижнее Рыбино, Багишково и Байбулда Больше-Окинской волости переданы в состав Кунгурского округа Уральской области; 2) Обвинцево, Брагинский, Устюговка, Чепуровка и смежно с ними расположенные в Месягутовском кантоне хутора по реке Вас-Елге, а также чересполосные селения того же кантона: Старое Юлдашево, Аптраково и Юсупово (Шуранка) переданы в состав Свердловского округа Уральской области; 3) Глухой Остров и часть посёлка Петропавловский завод, находящихся в составе Месягутовского кантона переданы в состав Златоустовского округа Уральской области. По тому же декрету в состав Месягутовского кантона Башкирской АССР были перешли следующие населённые пункты: 1) Бараши и Логиново Кунгурского округа переданы в состав Больше-Окинской волости Месягутовского кантона; 2) 14 хуторов, расположенных на территории Месягутовского кантона по р. Кипришке, числящихся в административном подчинении Уральской области, переданы в состав Месягутовского кантона; 3) Худяково Златоустовского округа Уральской области передан в состав Месягутовского кантона; 4) Ново-Муратовский и Ельцовский Златоустовского округа переданы в состав Насибашевской волости Месягутовского кантона.
14 июня 1926 года вышел декрет ВЦИК об утверждении административного деления Башкирской АССР, согласно которому Месягутовский кантон состоял из следующих волостей:
1. Айлинская волость, центр — д. Петрушкино,
2. Белокатайская волость, центр — с. Старый Белокатай,
3. Больше-Окинская волость, центр — с. Большая Ока,
4. Верхне-Кигинская волость, центр — с. Верхние Киги,
5. Дуванская волость, центр — с. Дуван,
6. Дуван-Мечетлинская волость, центр — с. Дуван-Мечетлино,
7. Емашинская волость, центр — с. Емаши,
8. Калмакуловская волость, центр — д. Калмакулова,
9. Месягутовская волость, центр — с. Месягутово,
10. Мурзаларская волость, центр — д. Аркаул.

29 июля 1929 года согласно постановлению ВЦИК о границах Уральской области с Башкирской АССР в районе земельного участка «Магнезит», было принято решение о передаче земельного участка «Магнезит» Златоустовского округа Уральской области в состав Месягутовского кантона Башкирской АССР.
30 января 1930 года Президиум ВЦИК на своём заседании рассмотрел вопросы о границах между Уральской областью и Башкирской АССР в районе бывшей Еланлинской и Идрисовской волостей Месягутовского кантона и постановил предложить Уральскому облисполкому передать в Башкирскую АССР селения Кульметево, Сукташ и Чубаркаево, как входившие ранее в состав Еланлинской волости, уже переданной в Башкирскую АССР постановлением Президиума ВЦИК от 14 ноября 1923 года. А также указал что существующий спор между Уральской областью и Башкирской АССР в районе бывшей Еланлинской и Идрисовской волостей Месягутовского кантона считать законченным.
30 апреля 1930 года Президиум ВЦИК постановил передать посёлок Никольский завод из Кусинского района Златоустовского округа Уральской области в состав Айлинской волости Месягутовского кантона Башкирской АССР, установив границу в этом районе по реке Аша.
20 августа 1930 года кантон был упразднён, а его территория вошла в состав административных районов:
- Старо-Белокатайского (части Айлинской, Емашинской, Дуван Мечетлинской, Старо-Белокатайской волостей),
- Дуванского (Дуванская, части Больше-Окинской, Месягутовской, Верхне-Кигинской волостей),
- Верхне-Кигинского (Калмакуловская, Мурзаларская, части Айлинской, Верхне-Кигинской, Дуван-Мечетлинской, Месягутовской волостей),
- Дуван-Мечетлинского (части Больше-Окинской, Дуван-Мечетлинской, Емашинской волостей).

## Население
Численность населения по данным Всесоюзной переписи населения 1926 года по Месягутовскому кантону:
| Численность населения | Мужчины | Женщины | Обоего пола |
| --------------------- | ------- | ------- | ----------- |
| Всё население         | 73 198  | 87 021  | 160 219     |
| Городское население   | 1 891   | 2 295   | 4 186       |
| Сельское население    | 71 307  | 84 726  | 156 033     |

Национальный состав населения кантона по данным Всесоюзной переписи населения 1926 года: башкиры — 41521, мишари — 9242, мордва — 3405, русские — 86371, татары — 17920 и другие.

## Хозяйство
Преим. было развито с.х во. В 1927 пл. пашни (тыс. га) составляла 128,5, в том числе посевы овса — 44,4, пшеницы — 39,2, ржи — 35, ячменя — 0,8, картофе ля — 2,5, льна — 2,9, гречихи — 1; поголовье КРС составило 95060, лошадей — 59879, овец — 138578, коз — 8588, свиней —17743. Действовали Месягутовский кирпичный и Ярославский кожевенный з-ды (1927). Функционировало 57 базаров (1926). Было 149 школ (1926) 1-й ступени (из них с преподаванием на баш. яз. — 55, на морд. — 1, на рус. — 67, на тат. — 25, наэст. — 1); 6 больниц, 3 амбулатории, 11 фельдшерских пунктов (1930); 9 библиотек, 17 изб-читален (1928).